# Plectoderma
Plectoderma, rod crvenih algi smješten u tribus Corallineae, dio potporodice Corallinoideae. Rod je opisan 1875. a pripadaju mu dvije priznate vrste morskih algi.
Taksonomski status roda još je nesiguran i zahtijeva daljnje istraživanje.

## Vrste
1. Plectoderma majus Reinsch
2. Plectoderma minus Reinsch